# Róbert Mak
Róbert Mak (Bratislava, antiga Txecoslovàquia i actual Eslovàquia, 8 de març de 1991) és un futbolista eslovac, que exerceix com a migcampista i que actualment milita, en el PAOK Salónica FC de la Super Lliga de Grècia.

## Internacional
Ha estat internacional amb la Selecció de futbol d'Eslovàquia; on fins ara, ha jugat 3 partits internacionals per aquesta selecció.

## Clubs
| Club              | País       | Any            |
| ----------------- | ---------- | -------------- |
| Slovan Bratislava | Eslovàquia | 1997 - 2004    |
| Manchester City   | Anglaterra | 2004 - 2010    |
| FC Nuremberg      | Alemanya   | 2010 - 2014    |
| PAOK Salónica FC  | Grècia     | 2014 - Present |